# Giovanni Matteo Konings
Giovanni Matteo Konings, O.S.C. († 1929) byl prelátem římskokatolické církve.
Byl členem Řádových kanovníků Řádu svatého Kříže (lat. Canonici Regulares Ordinis Sanctae Crucis). V roce 1926 byl jmenován prefektem tehdejší misie „Sui iuris“ v Bulawayo. Zemřel v roce 1929.